# Téteghem-Coudekerque-Village
Téteghem-Coudekerque-Village ist eine französische Gemeinde mit 8.272 Einwohnern (Stand 1. Januar 2022) im Département Nord in der Region Hauts-de-France. Sie gehört zum Kanton Coudekerque-Branche im Arrondissement Dunkerque. Sie entstand am 1. Januar 2016 als Commune nouvelle durch die Fusion der Gemeinden Coudekerque-Village und Téteghem.

## Geographie
Die Gemeinde liegt im Osten des Kanton Coudekerque-Branche und hat folgende Gemeinden (im Norden beginnend im Uhrzeigersinn) zum Nachbarn:
- Leffrinckoucke
- Uxem
- Warhem
- Hoymille
- Bergues
- Bierne
- Cappelle-la-Grande
- Coudekerque-Branche
- Dunkerque

Die Gemeinde liegt im Einzugsgebiet von Artois-Picardie. Sie wird durch den Kanal Nieuport-Dunkerque, den Kanal von Bergues, den Kanal des Moeres, den Langhegracht, die Duneleet, den Zeegracht, den Kanal von Coudekerque, den Kanal des Chats, den Petit Heyleet, die Abzweigung des Kanals von Coudekerque, die Quaeke Beke, den Kanal von Coudekerque, den Stinkaert, den Watergang de la Chapelle, den Watergang Leedyck, den Watergang Niderleet, den Watergang.

## Gliederung
| Ortsteil                      | ehemaliger INSEE-Code | Fläche (km²) | Einwohnerzahl (2016) |
| ----------------------------- | --------------------- | ------------ | -------------------- |
| Coudekerque-Village           | 59154                 | 12,03        | 1213                 |
| Téteghem (Verwaltungssitz)000 | 59588                 | 18,41        | 6900                 |